# Umaghlesi Liga 2012/2013
Umaghlesi Liga 2012/2013 (georgiska: უმაღლესი ლიგა 2012-2013) var den 24:e säsongen av den georgiska högstaligan i fotboll, Umaghlesi Liga. Ligan inleddes med den första spelomgången den 10 augusti 2012 och avslutades den 18 maj 2013. Som segrare stod Dinamo Tbilisi som därmed tog hem klubbens 14:e ligatitel. Samtidigt slutade FK Kolcheti-1913 Poti sist tillsammans med Dinamo Batumi och dessa klubbar flyttades ner.

## Upplägg
Inför säsongen 2011/2012 införde GFF en rad förändringar i Umaghlesi Ligas spelupplägg. Precis som den säsongen spelades 2012/2013 års säsong med en grundserie, där de 6 bästa klubbarna gick vidare till ett mästerskapsslutspel medan de 6 sämst placerade klubbarna kom att få spela i en serie där de två sämst slutplacerade flyttades ner till Pirveli Liga. Skillnaden mot föregående säsong var att man inför denna säsong valde att ändra till att endast de 6, inte 8, bästa klubbarna gick vidare till mästarsslutspelet. Därmed utökades antalet klubbar som spelar om nedflyttning, till 6 stycken. Dessutom spelade inga klubbar från Pirveli Liga om uppflyttning som året dessförinnan, utan de två lag som vann blev direkt uppflyttade.
Inför säsongen tog sig klubbarna Tjichura Satjchere och Dinamo Batumi via uppflyttningsslutspelet upp till 2012/2013 års säsong av Umaghlesi Liga. Bägge klubbarna hade tidigare spelat i Umaghlesi Liga, Tjichura senast säsongen 2006/2007 och Dinamo Batumi senast 2007/2008. Från samma uppflyttnings-/nedflyttningskval lyckades WIT Georgia och FK Sioni Bolnisi behålla sina platser i Umaghlesi Liga.

## Klubbar och arenor

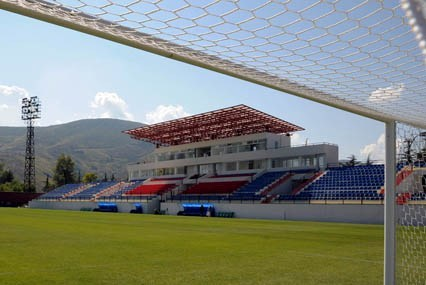
Tengiz Burdzjanadze-stadion i Gori
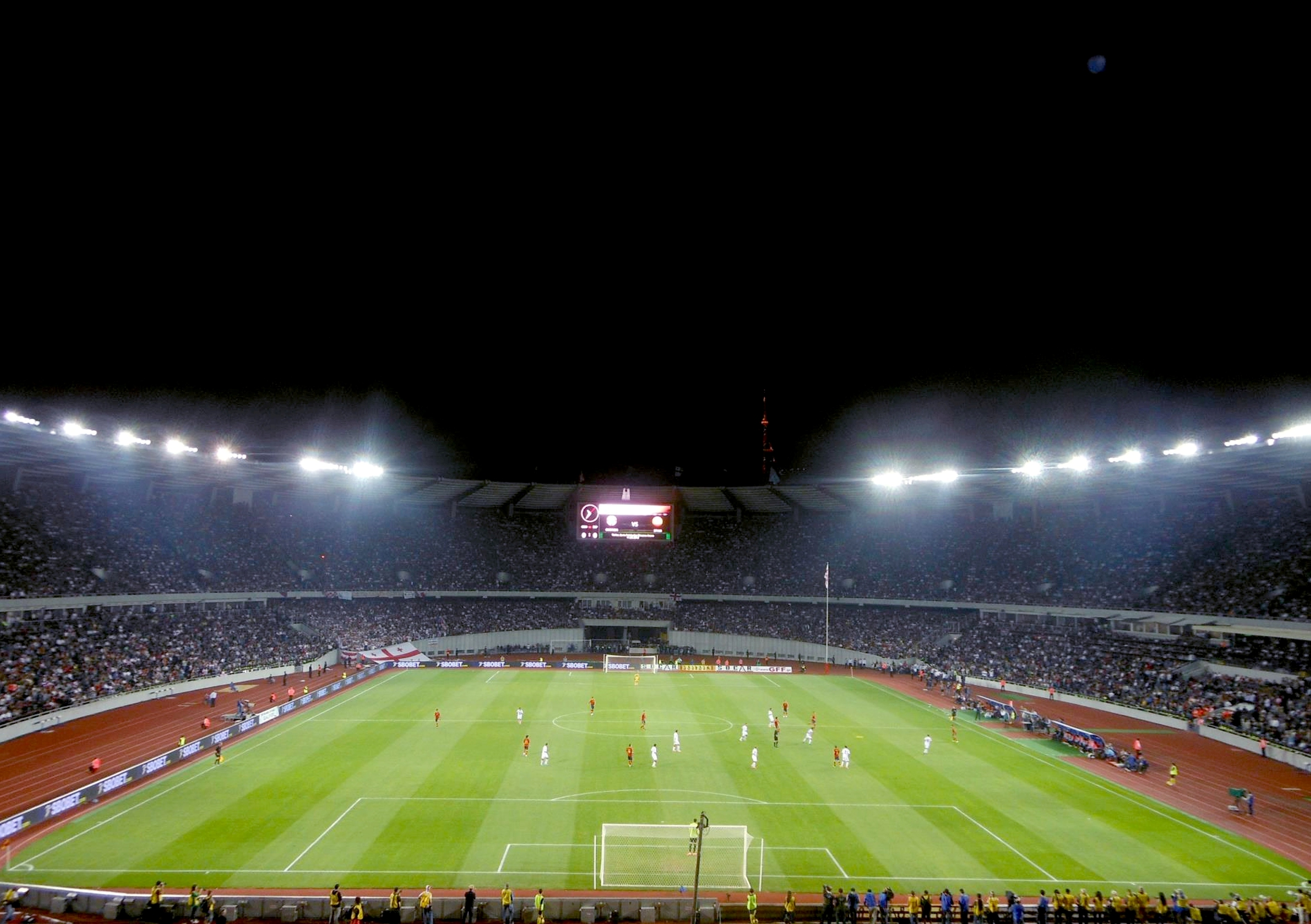
Boris Paitjadze-stadion i Tbilisi
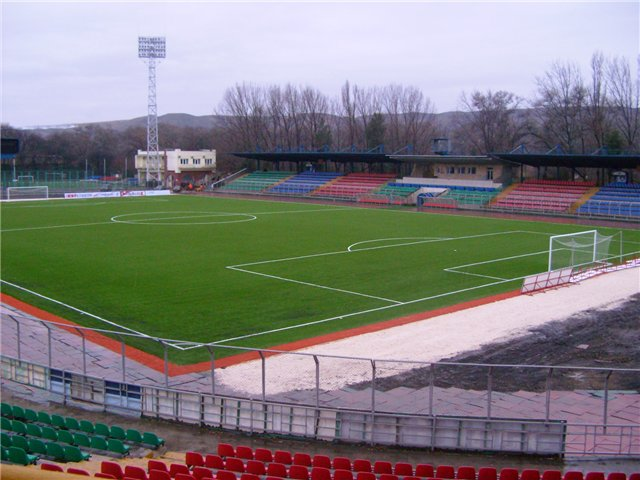
Poladi-stadion i Rustavi
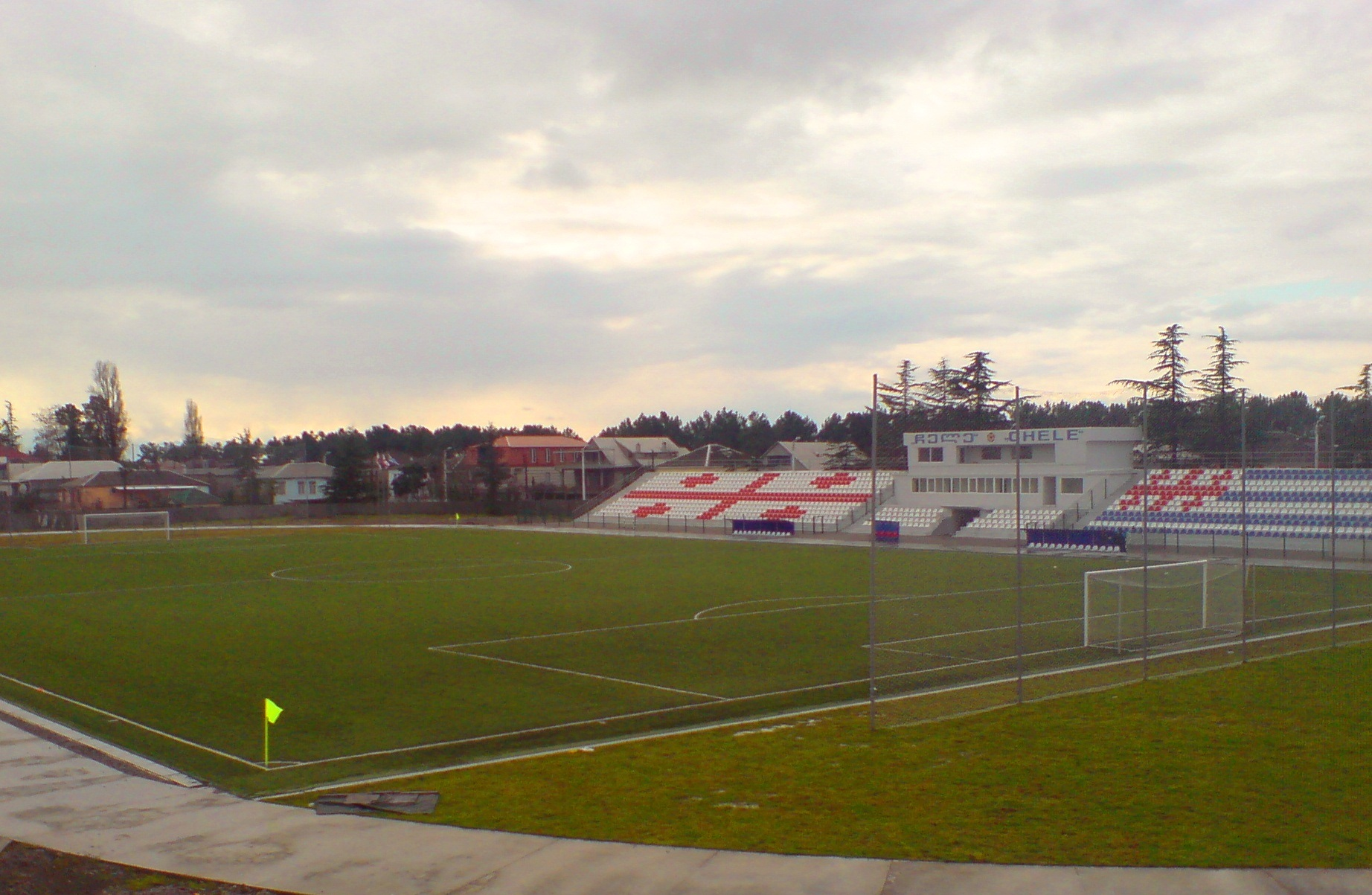
Sjukura-stadion i Kobuleti
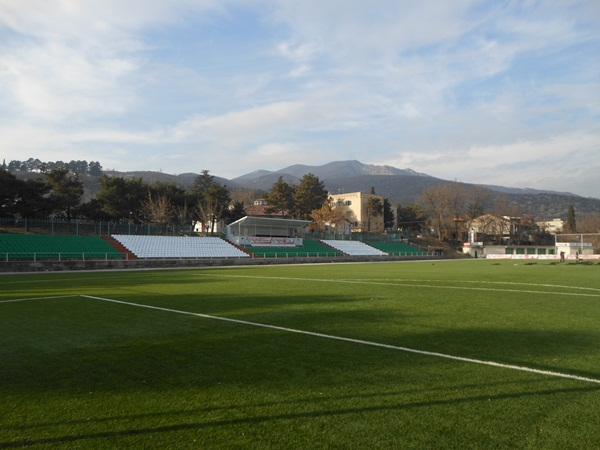
Mtscheta Parki i Mtscheta
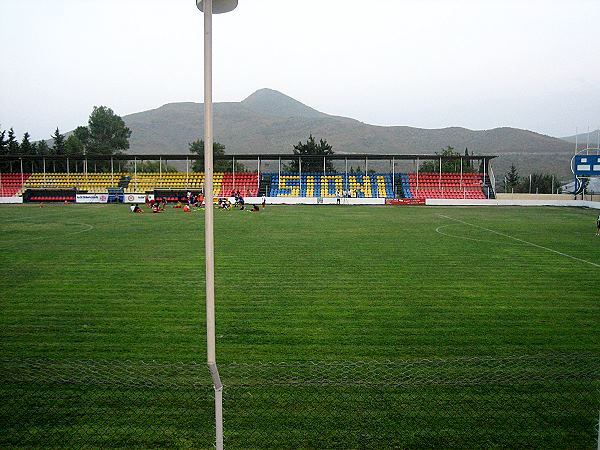
Tamaz Stepania-stadion i Bolnisi

| Klubb              | Plats     | Hemmaplan                     | Publikkapacitet |
| ------------------ | --------- | ----------------------------- | --------------- |
| Baia Zugdidi       | Zugdidi   | Gulia Tutberidze-stadion      | 5 000           |
| Dinamo Batumi      | Kobuleti  | Sjukura-stadion               | 6 000           |
| Dinamo Tbilisi     | Tbilisi   | Boris Paitjadze-stadion       | 54 549          |
| Dila Gori          | Gori      | Tengiz Burdzjanadze-stadion   | 5 000           |
| FK Zestaponi       | Zestaponi | Davit Abasjidze Stadion       | 4 600           |
| Kolcheti Poti      | Poti      | Pazisi-stadion                | 6 000           |
| Merani Martvili    | Martvili  | Tsentraluri stadioni Martvili | 2 000           |
| Metalurgi Rustavi  | Rustavi   | Poladi-stadion                | 6 000           |
| Sioni Bolnisi      | Bolnisi   | Tamaz Stepania-stadion        | 3 000           |
| Tjichura Satjchere | Satjchere | Dzveli stadioni               | 2 040           |
| Torpedo Kutaisi    | Kutaisi   | Givi Kiladze-stadion          | 14 700          |
| WIT Georgia        | Mtscheta  | Mtscheta Parki                | 2 000           |

## Statistik

### Tabeller

#### Grundomgången
Grundomgången färdigspelad 22 december 2012
| Nr | Lag                   | S  | V  | O | F  | GM | IM | MS  | P  |
| -- | --------------------- | -- | -- | - | -- | -- | -- | --- | -- |
| 1  | Dinamo Tbilisi        | 22 | 16 | 4 | 2  | 63 | 19 | +44 | 52 |
| 2  | Dila Gori             | 22 | 16 | 1 | 5  | 36 | 15 | +21 | 49 |
| 3  | Torpedo Kutaisi       | 22 | 14 | 3 | 5  | 41 | 18 | +23 | 45 |
| 4  | Tjichura Satjchere    | 22 | 13 | 4 | 5  | 35 | 21 | +14 | 43 |
| 5  | FK Zestaponi          | 22 | 11 | 4 | 7  | 30 | 20 | +10 | 37 |
| 6  | Baia Zugdidi          | 22 | 10 | 5 | 7  | 27 | 26 | +1  | 35 |
| 7  | Metalurgi Rustavi     | 22 | 9  | 4 | 9  | 21 | 26 | −5  | 31 |
| 8  | Merani Martvili       | 22 | 7  | 2 | 13 | 23 | 36 | −13 | 23 |
| 9  | WIT Georgia           | 22 | 5  | 7 | 10 | 15 | 29 | −14 | 22 |
| 10 | FK Sioni Bolnisi      | 22 | 4  | 6 | 12 | 14 | 38 | −24 | 18 |
| 11 | Dinamo Batumi         | 22 | 3  | 4 | 15 | 22 | 47 | −25 | 13 |
| 12 | FK Kolcheti-1913 Poti | 22 | 0  | 4 | 18 | 11 | 43 | −32 | 4  |

#### Mästarslutspel
De sex lag som slutat på de sex första platserna i tabellen efter grundserien spelade om ligatiteln i ett mästarslutspel. I slutspelet spelade samtliga klubbar mot varandra två gånger, det vill säga en gång på hemmaplan och en gång på bortaplan. Efter sista matchen korades segraren. Till slutspelet tog klubbarna med sig poängen från grundserien vilket innebar att den klubb som låg sexa i tabellen gjorde det även i mästarslutspelet och den klubb som vann grundserien även ledde slutspelsserien. Serien började spelas den 9 mars och avslutades med sista omgången den 18 maj 2013. Som vinnare stod Dinamo Tbilisi vilket innebar klubbens 14:e titel.
| Nr | Lag                | S  | V  | O | F  | GM | IM | MS  | P  |
| -- | ------------------ | -- | -- | - | -- | -- | -- | --- | -- |
| 1  | Dinamo Tbilisi (M) | 32 | 24 | 6 | 2  | 88 | 23 | +65 | 78 |
| 2  | Dila Gori          | 32 | 22 | 2 | 8  | 60 | 26 | +34 | 68 |
| 3  | Torpedo Kutaisi    | 32 | 19 | 7 | 6  | 57 | 30 | +27 | 64 |
| 4  | Tjichura Satjchere | 32 | 17 | 6 | 9  | 49 | 38 | +11 | 57 |
| 5  | FK Zestaponi       | 32 | 12 | 6 | 14 | 35 | 38 | −3  | 42 |
| 6  | Baia Zugdidi       | 32 | 10 | 6 | 16 | 31 | 52 | −21 | 36 |

#### Nedflyttningsslutspel
De 6 klubbar som avslutat grundserien på den nedre halvan av tabellen spelade en ny serie om att undvika nedflyttning till Pirveli Liga. De två klubbar som slutade sist i tabellen kom att flyttas ned till Pirveli Liga. Klubbarna behöll sina poäng från grundserien när de gick in i nedflyttningsslutspelet. Serien spelades parallellt med mästarslutspelet, det vill säga mellan 9 mars och 18 maj 2013. De två klubbar som slutade sist och därmed tvingades ur ligan var Dinamo Batumi och FK Kolcheti-1913 Poti.

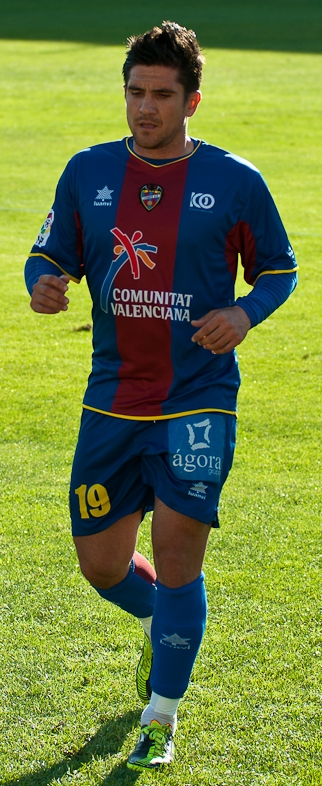
Dinamo Tbilisis spanska anfallare Xisco Muñoz tog hem skytteligan på 24 mål.

| Nr | Lag                       | S  | V  | O | F  | GM | IM | MS  | P  |
| -- | ------------------------- | -- | -- | - | -- | -- | -- | --- | -- |
| 1  | Metalurgi Rustavi         | 32 | 12 | 8 | 12 | 29 | 35 | −6  | 44 |
| 2  | Merani Martvili           | 32 | 10 | 4 | 18 | 31 | 51 | −20 | 34 |
| 3  | FK Sioni Bolnisi          | 32 | 8  | 9 | 15 | 31 | 51 | −20 | 33 |
| 4  | WIT Georgia               | 32 | 8  | 9 | 15 | 25 | 42 | −17 | 33 |
| 5  | Dinamo Batumi (N)         | 32 | 8  | 7 | 17 | 39 | 55 | −16 | 31 |
| 6  | FK Kolcheti-1913 Poti (N) | 32 | 3  | 8 | 21 | 22 | 56 | −34 | 17 |

### Skytteliga
| Nr            | Namn                | Klubb              | Mål |
| ------------- | ------------------- | ------------------ | --- |
| 01.           | Xisco Muñoz         | Dinamo Tbilisi     | 24  |
| 02.           | Dzjaba Dvali        | Dinamo Tbilisi     | 20  |
| 03.           | Saba Lomia          | Merani Martvili    | 16  |
| 04.           | Mikel Álvaro        | Dinamo Tbilisi     | 14  |
| 05.           | Besik Tjimakadze    | Dinamo Batumi      | 12  |
| 06.           | Irakli Modebadze    | Dila Gori          | 11  |
| 07.           | Nikoloz Sabanadze   | Torpedo Kutaisi    | 10  |
| 08.           | Giorgi Beriasjvili  | Torpedo Kutaisi    | 09  |
| 08.           | Levan Chmaladze     | Dinamo Tbilisi     | 09  |
| 10.           | Davit Odikadze      | Tjichura Satjchere | 08  |
| 10.           | Irakli Sicharulidze | Metalurgi Rustavi  | 08  |
| Slutställning |                     |                    |     |